# Börshuset
Börshuset er en bygning, der blev opført til Stockholmsbörsen mellem 1773 og 1778 efter tegninger af Erik Palmstedt, som ligger på nordsiden af Stockholm i Stockholms gamle bydel Gamla stan. Børsen flyttede fra bygningen i 1998. Siden 1914 har bygningen været brugt af Svenska Akademien bl.a. til møderne hvor de finder modtageren af nobelprisen i litteratur. Siden 2001 har Nobelmuseet også været indrettet i bygningen, der udstiller information og genstande med relation til nobelprisen og modtagere af Nobelprisen, samt Svenska Akademiens Nobelbibliotek.